# Isaac S. Pennybacker

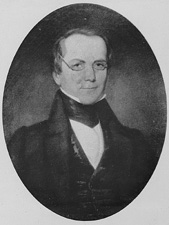
Isaac S. Pennybacker

Isaac Samuels Pennybacker (* 3. September 1805 bei New Market, Shenandoah County, Virginia; † 12. Januar 1847 in Washington, D.C.) war ein US-amerikanischer Jurist und Politiker (Demokratische Partei), der den Bundesstaat Virginia in beiden Kammern des Kongresses vertrat. Außerdem war er Bundesrichter.
Nach dem Schulbesuch studierte er Jura an der Law School in Winchester und praktizierte danach als Anwalt in Harrisonburg. Recht schnell begann seine politische Karriere mit der Wahl ins US-Repräsentantenhaus, wo er vom 4. März 1837 bis zum 3. März 1839 verblieb.
In der Folge schlug er mehrere Optionen für seine politische Zukunft aus. Er verzichtete auf das Amt des US-Justizministers, das ihm US-Präsident Martin Van Buren angeboten hatte, ebenso wie auf einen Posten als Richter am Supreme Court of Virginia und die Nominierung seiner Partei für die Wahl zum Gouverneur des Staates. Letztlich akzeptierte er die durch Präsident Van Buren ausgesprochene Nominierung zum Richter am United States District Court für den westlichen Gerichtsbezirk von Virginia. Er nahm dort nach der Bestätigung durch den US-Senat am 17. Februar 1840 den Platz des verstorbenen Alexander Caldwell ein.
1845 legte er sein Richteramt nieder, nachdem er in den US-Senat gewählt worden war. Die Staatslegislative Virginias hatte sich im ersten Wahlgang nicht auf einen Kandidaten einigen können, sodass Pennybacker das vakante Mandat erst ab dem 3. Dezember 1845 antrat. Während seiner Zeit im Senat berief ihn US-Präsident James K. Polk zudem in das erste Leitungsgremium (Board of Regents) der Smithsonian Institution, dem unter anderem auch George M. Dallas, Robert Dale Owen, Richard Rush, Benjamin Rush und Alexander Dallas Bache angehörten.
Im Alter von 41 Jahren starb Isaac Pennybacker nur 13 Monate nach seinem Amtsantritt in Washington. Seinen Senatssitz nahm James Murray Mason ein.